# 贝尼穆斯莱姆
贝尼穆斯莱姆，是西班牙巴伦西亚自治区巴伦西亚省的一个市镇。总面积4平方公里，总人口576人（2001年），人口密度144人/平方公里。